# Athyrium vidalii
Athyrium vidalii là một loài thực vật có mạch trong họ Woodsiaceae. Loài này được (Franch. & Sav.) Nakai miêu tả khoa học đầu tiên năm 1925.